# Región de Gambela
Gambela (a veces escrito Gambella) es un estado federado (kililoch) de Etiopía. Con anterioridad era conocido como región 12. Su capital también se llama Gambela.  

## Geografía
Tiene una superficie de 29 782 km², que en términos de extensión es similar a Sicilia. Se encuentra en la parte más occidental del Territorio de Etiopía justo en la frontera con Sudán del Sur.

## Demografía
Según los datos de la Agencia Estadística Central de Etiopía, publicados en 2005, Gambela tiene una población aproximada de 247 000 habitantes, de los cuales 125 999 son hombres y 121 001 mujeres. Con una superficie de 25 802 km², la región tiene una densidad de población de 9.57 htes./km².1
Según el censo de 1994, la población total era de 181 862 habitantes, (92 090 varones y 88 960 mujeres). El 84.9% de la población (153 438) vivía en áreas rurales. Para 2017 se estimó una población de 435 999 personas.
Los principales grupos étnicos de la región son los Nuer (40%), los Anuak (27%), los Amhara (8%), Oromo (6%), Mezhenger (5.8%), Keffa (4.1%), Mocha (2%) y otros del sur de Etiopía. El amhárico es la lengua de trabajo de la región. El 44% de los habitantes son protestantes P'ent'ay, el 24.1% cristianos de la Iglesia Copta Etíope Tewahido, el 10.3% practican el animismo, el 5.1% son musulmanes, el 3.2% católicos, y otros 12.7%.
Gambela ha sido tradicionalmente la tierra de los Anuak. En los últimos años se han producido episodios violentos entre los Anuak y etíopes llegados más recientemente, a los que se suele referir como "habitantes de las tierras altas".

## Partidos políticos
En el gobierno del estado participan el Partido de Liberación Popular de Gambela (Gambella Peoples' Liberation Party) y el Partido de Unidad Democrática Popular de Gambela (Gambella Peoples' Democratic Unity Party). El gobierno etíope favorece a los partidos de base étnica anuak contra los de base étnica nuer.

## Presidentes del Comité Ejecutivo
- Okello Ouman 1992 - 1997
- Okello Gnigelo (GPDF) agosto de 1997-2003
- Okello Akway 2003-2004
- Keat Tuach Bithow (en funciones) enero de 2004-2005
- Umed Ubong (GPDM) 29 de septiembre de 2005-presente

(Esta lista se basa en la información de Worldstatesman.org.)